# Montes Spitzbergen

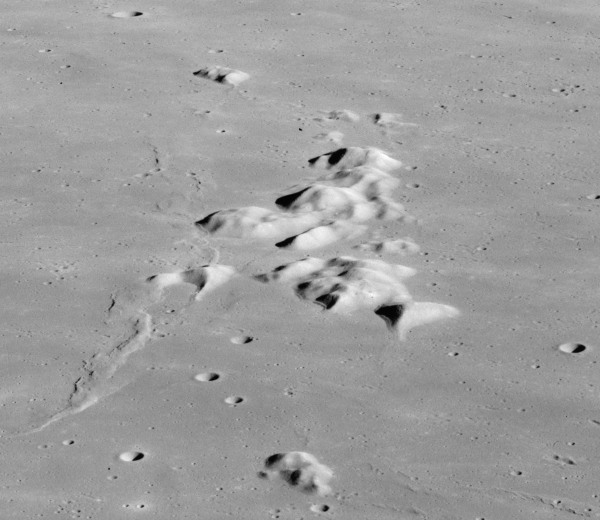
Montes Spitzbergen. Foto: Apolo 15.

Los Montes Spitzbergen son una cadena montañosa de la Luna que emerge del este del Mare Imbrium. El nombre fue puesto por la astrónoma británica Mary Adela Blagg (1858-1944), en referencia a la Isla de Spitsbergen (Noruega), debido al parecido físico con la cordillera.
La cadena montañosa está ubicada al norte del cráter Arquímedes, con una orientación de norte a sur, tiene una longitud de 60 km y una anchura de 15 km, albergando cuatro importantes picos, con una altura que oscila entre 1100 y 1300 m.
Los Montes Spitzbergen junto con los Montes Recti, los Montes Teneriffe y el Mons Pico que se encuentran al noroeste, constituyen algunos de los fragmentos supervivientes del anillo interior de un conjunto original de tres formados por el impacto que causó la formación de la cuenca del Mare Imbrium hace unos 3850 millones de años.

## Cráteres satélite
Los cráteres satélite son pequeños cráteres situados próximos al accidente geográfico principal, recibiendo el mismo nombre que dicho accidente acompañado de una letra mayúscula complementaria (incluso si la formación de estos cráteres es independiente de la formación del accidente principal). 
| Spitzbergen | Coordenadas                   | Diámetro |
| ----------- | ----------------------------- | -------- |
| A           | 32°43′N 7°06′O / 32.71, -7.1  | 6.13 km  |
| C           | 32°53′N 8°49′O / 32.88, -8.81 | 6.27 km  |
| D           | 33°18′N 8°46′O / 33.3, -8.76  | 3.18 km  |